# Fiesta de la Longaniza de Chillán
La Fiesta de la Longaniza es un evento anual que se celebra en la ciudad de Chillán, en la Región de Ñuble, Chile, durante el mes de agosto. Este festival gira en torno a la longaniza, considerado producto típico de la zona, que en 2023 recibió la Denominación de Origen por parte del Instituto Nacional de Propiedad Industrial (Inapi). El evento es organizado por la Municipalidad de Chillán.
La celebración es realizada en el centro cívico de la ciudad, ocupando las calles alrededor de la Plaza de Armas de Chillán y la explanada del Edificio de los Servicios Públicos de Chillán.

## Antecedentes
La longaniza de Chillán existió gracias a Eloy Serrano Ubis, inmigrante español de Castilla la Vieja, quien se instaló en Bulnes en 1910, y posteriormente en Chillán, donde fundó en 1920, la fábrica de cecinas El Serrano, en la esquina de Avenida Collín con calle Sargento Aldea. Originalmente, el pimentón utilizado en la producción del embutido era importado, pero debido al aumento en su precio, Serrano optó por ingredientes locales, lo que dio lugar a la creación de un nuevo tipo de longaniza, más fresca, que en Santiago de Chile se comercializó como la Longaniza de Chillán. 
En 1930, se fundó la fábrica de cecinas Orrego en la esquina de calle Isabel Riquelme con calle Bulnes. A mediados de la década de 1950, Eloy Serrano vendió su empresa a una sociedad en la que participaban su hijo Marcelino y Victorino Bengoa, quien luego consolidaría la fábrica de cecinas Bengoa, la cual aún existe.

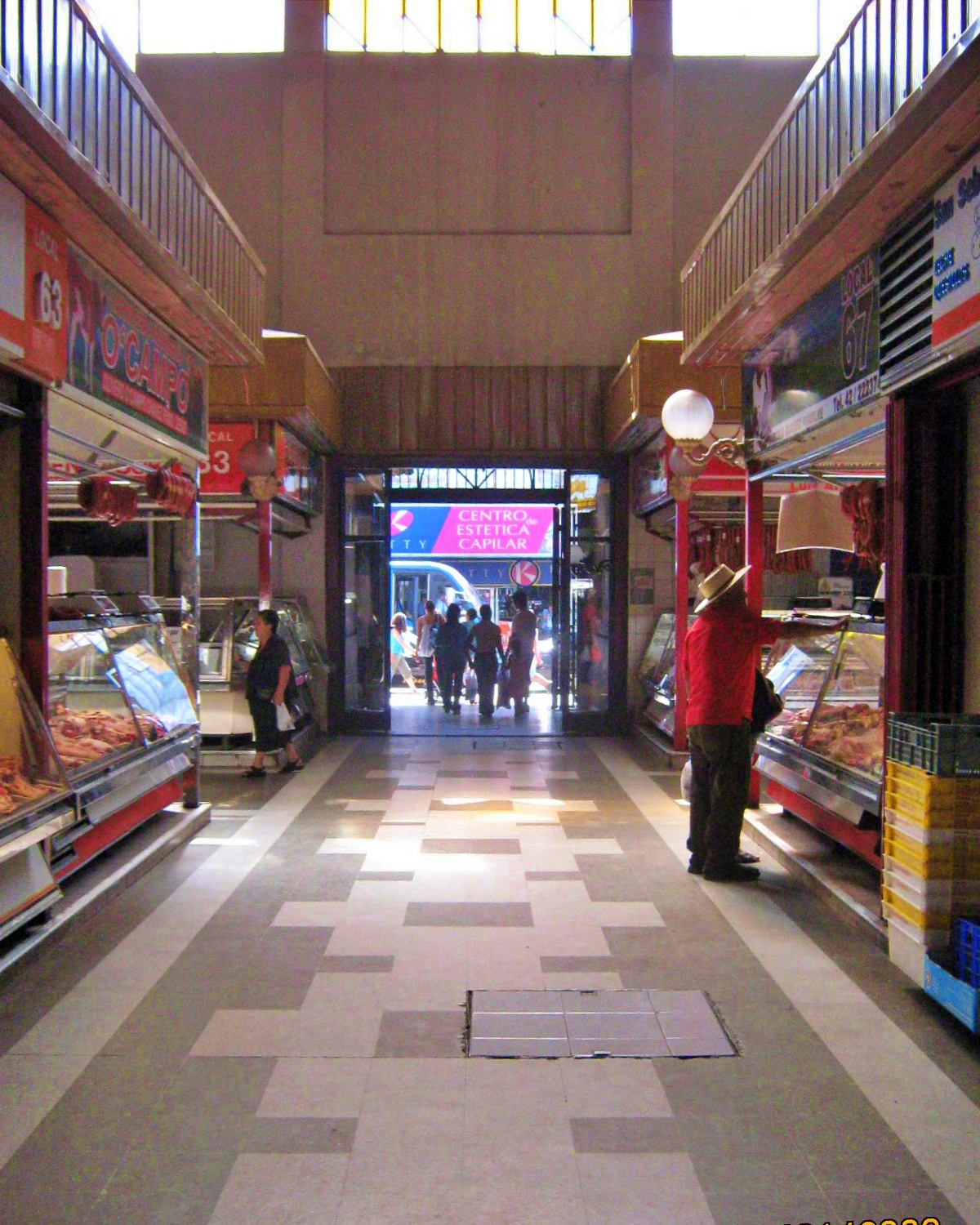
Interior del Mercado de Chillán, principal lugar de venta de productores de longanizas en la región

En 1999, la fábrica de cecinas Villablanca elaboró la longaniza más larga del mundo, con una longitud de 184 metros, en el complejo turístico Reymar entre Chillán y Pinto. Para 2002, diversas voces, como la del historiador Alejandro Witker, ya solicitaban la Denominación de Origen para la longaniza de Chillán, reconocimiento que no se concretó hasta 2023..
El 9 de abril de 2016, productores locales de cecinas se reunieron en la Plaza de Armas de Chillán para fabricar una longaniza de 552 metros, superando el récord anterior de 505 metros, registrado en España. Este logro inspiró la creación de la Fiesta de la Longaniza en 2017. A pesar del reconocimiento de la Denominación de Origen, productores de San Carlos y Paillaco han expresado su disconformidad, lo que generó controversia y sirvió de inspiración para la película Denominación de Origen, dirigida por Tomás Alzamora.

## Historia

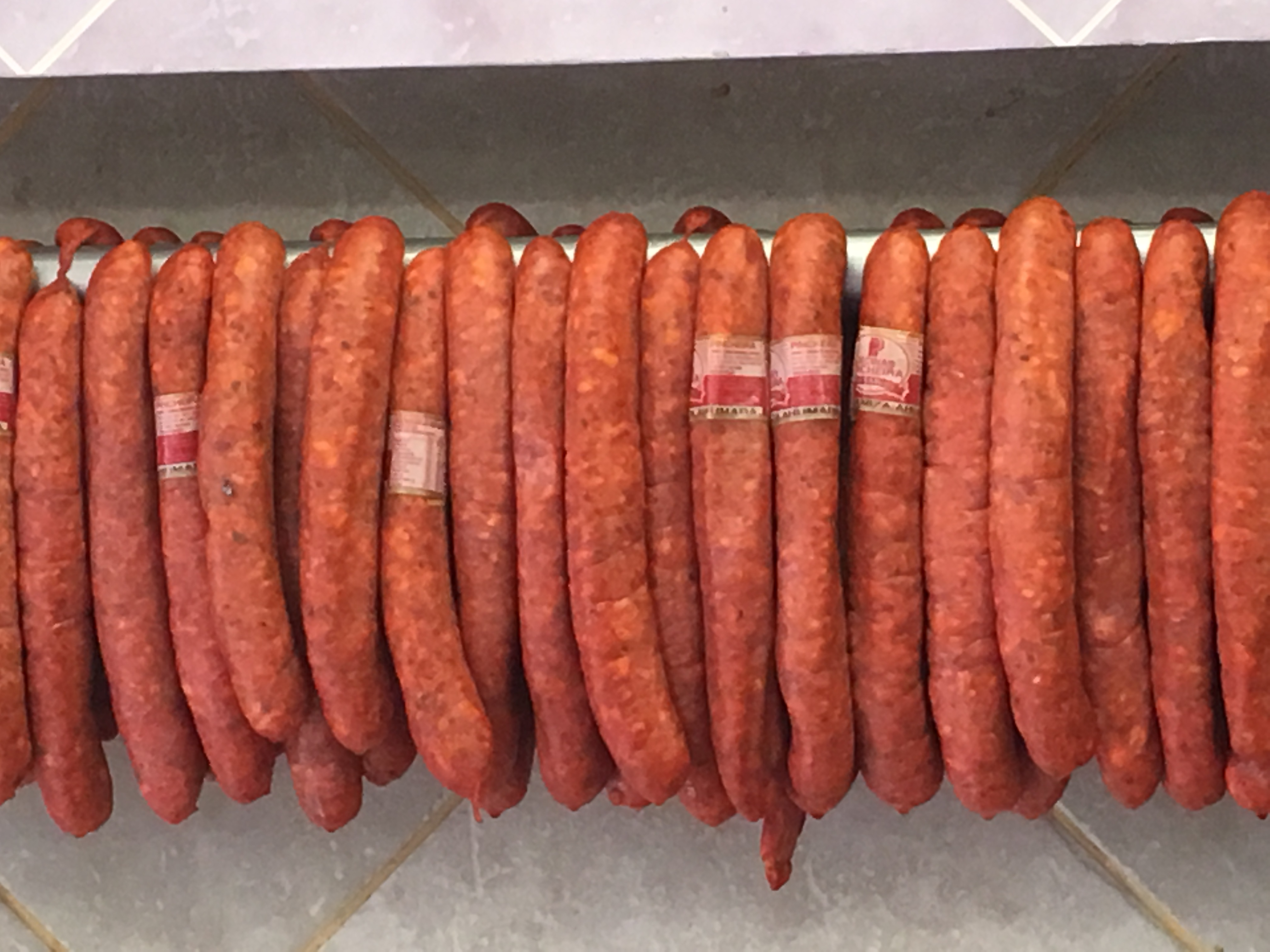
Longanizas de San Carlos

La primera edición de la Fiesta de la Longaniza se celebró del 2 al 4 de agosto de 2017, con 170 expositores, una cata a ciegas de longanizas, degustaciones para el público, y un show que incluyó al humorista Rodrigo González y la Sonora Palacios. En 2018, el ganador de la cata a ciegas fue el Centro de Estudio y Trabajo (CET) de Gendarmería de Chile en San Carlos, aunque el premio fue retirado por los organizadores antes de finalizar el evento.
Las ediciones de 2020 y 2021 fueron suspendidas debido a la pandemia de COVID-19. En 2022, el evento se celebró del 26 al 28 de agosto, con la participación de Stefan Kramer y el cantante Jordan. La edición de 2023 contó con Julio César Rodríguez como animador y presentaciones musicales de Joe Vasconcellos y Julio Palacios, además de la humorista Pamela Leiva.
En 2024, la fiesta incluyó juegos tradicionales chilenos, actividades circenses y espectáculos de magia, además de un enfoque en la ecología con el uso de envases reciclables. Los artistas principales fueron Los Viking's 5, Américo y Santaferia.